# 莫尔顿环形山

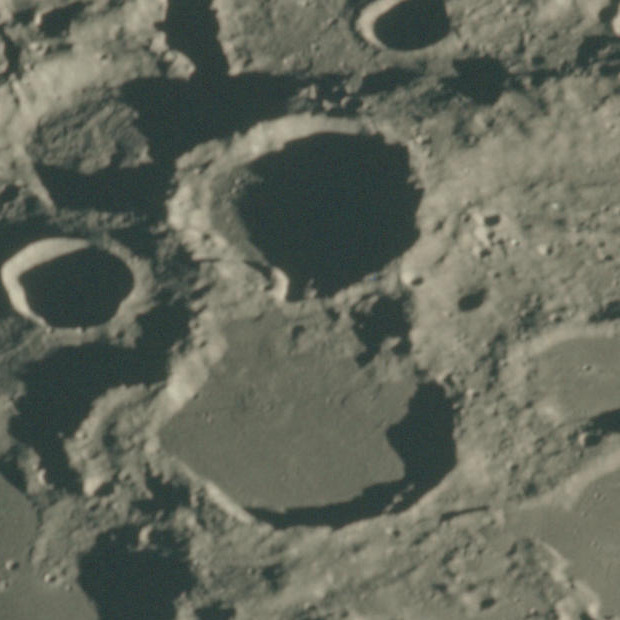
阿波罗15号拍摄的南向斜视图，中上方是莫尔顿环形山，张伯伦环形山位于下方中央。

莫尔顿环形山(Moulton)是月球背面南半球一侧，形成于酒海纪时期的一座古陨石坑。它是薛定谔月谷的北终点，西面是彼得罗夫环形山、东北为普里斯特利环形山、东南毗邻西科斯基环形山，向北则与钱柏林环形山相连，二者共同的边缘上有一个相通的裂口。
该座已磨损的环形山其外侧边缘并不十分圆整，西侧和东北壁较直，北侧壁则与张伯伦环形山共享，附靠在东侧外壁上的是卫星陨石坑"莫尔顿H环形山"。莫尔顿环形山内部地表已被改动，但反照率并不比被熔岩淹没的张伯伦环形山内部低，在莫尔顿环形山内部或边缘上没有较注目的陨石坑。

## 卫星陨石坑
按惯例，通过在最靠近莫尔顿环形山的卫星陨坑中心点旁放置字母，以在月图上标示它们。
| 莫尔顿环形山 | 纬度    | 经度     | 直径    |
| ------------ | ------- | -------- | ------- |
| H            | 61.5° S | 100.6° E | 44 公里 |
| P            | 63.9° S | 93.5° E  | 14 公里 |